# Ligne de Balatonszentgyörgy à Ukk par Tapolca
La ligne de Tapolca à Ukk ou ligne 26 est une ligne de chemin de fer de Hongrie. Elle relie Tapolca à Ukk.